# Jutta Beier
Jutta Beier (* 1945; † 14. Oktober 2018 in Berlin) war eine deutsche Medizin- und Pflegepädagogin.

## Leben
Jutta Beier besuchte von 1960 bis 1964 die Erweiterte Oberschule (EOS) Gotthold Ephraim Lessing in Döbeln, wo sie ihr Abitur ablegte. Von 1964 bis 1966 folgte eine Ausbildung zur Kinderkrankenschwester. Anschließend studierte sie an der Humboldt-Universität zu Berlin Medizinpädagogik und schloss  als Diplom-Medizinpädagogin ab. 1974 promovierte sie in Berufspädagogik zur Dr. paed. mit der Schrift „Zur pädagogischen Führung des Prozesses der Entwicklung sozialistischer Überzeugungen bei Lehrlingen im berufspraktischen Unterricht unter dem Aspekt ihrer Mitarbeit an der Lösung von Aufgaben der sozialistischen Rationalisierung“. 1988 habilitierte sie mit dem berufspädagogischen Thema „Zur Funktion des Berufswettbewerbs im berufspädagogischen Prozeß“.
Ab 1995 lehrte sie als Professorin  für Medizin- und Pflegepädagogik an der Humboldt-Universität zu Berlin.
Sie leitete von 1991 bis 1998 die Abteilung Medizinpädagogik (ab 1992 Institut für Medizin-, Pflegepädagogik und Pflegewissenschaft), die 2000 in das Centrum für Human- und Gesundheitswissenschaften der Charité – Universitätsmedizin Berlin eingegliedert wurde.
Mit Übernahme der Abteilungsleitung 1990 bestand in der Wende ihre zentrale Aufgabe darin, den Studiengang Diplom-Medizinpädagogik zu reformieren und in der Bundesrepublik bekannt zu machen. Dazu publizierte sie zahlreiche Fachartikel in einschlägigen Zeitschriften der Berufs- und Pflegepädagogik und präsentierte den Studiengang auf Tagungen. Ebenso stand die Mitarbeit in einer Planungsgruppe zur Einrichtung eines Studiengangs Pflegepädagogik an der Freien Universität Berlin im Mittelpunkt ihrer Arbeit. Weil es nicht gelang, zwei lehrerbildende Studiengänge für die Gesundheitsberufe in Berlin zu etablieren, wurde ein Studiengang Medizin- und Pflegepädagogik mit der Studienrichtung Medizinpädagogik in der beruflichen Fachrichtung Gesundheit/Diagnostik-Therapie sowie der Studienrichtung Pflegepädagogik in der beruflichen Fachrichtung Gesundheit/Pflegewissenschaft eingerichtet.
Ihr Schwerpunkt in Lehre und Forschung lag darin, das Lehr- und Forschungsgebiet Medizin- und Pflegepädagogik zu begründen. Dabei geht sie von vier Gegenstandsbereichen aus:
- Lehren und Lernen im beruflichen Unterricht in den Pflege- und Medizinalfachberufen mit dem Schwerpunkt Fachdidaktiken berufsbildender Fächer
- Pädagogisches Handeln als Element beruflicher Arbeit im Gesundheits- und Sozialwesen mit dem Schwerpunkt Gesundheitsförderung in den Pflege- bzw. Betreuungssituationen
- Berufliche Fort- und Weiterbildung der Pflege- und Medizinalfachberufe
- Aus- und Weiterbildung von Lehrerinnen und Lehrern für die berufliche Bildung im Gesundheits- und Sozialwesen

Ein Schwerpunkt in ihren mehr als 90 Veröffentlichungen liegt im Gegenstandsbereich des pädagogischen Handelns als Element beruflicher Arbeit sowie der Ausbildung von Lehrerinnen und Lehrern. Sie war unter anderem Mitglied der Dekanekonferenz der pflegewissenschaftlichen Studiengänge in der Bundesrepublik, Jurymitglied des Medienpreises Abschied – als Lebenslage oder Lebenskrise 2005 des Fördervereins INKA – Informationsnetz für Krebspatienten und Angehörige e.V. sowie im Redaktionsbereit der Zeitschrift Heilberufe. Krankheitsbedingt schied Beier 2007 vorzeitig aus dem Dienst aus und starb im Oktober 2018 mit 73 Jahren.
Jutta Beier hat zahlreiche Aufsätze in Sammelwerken und in Fachzeitschriften veröffentlicht, u. a. in Blätter zur Berufskunde, Kinderkrankenschwester, Krankengymnastik, MTA-Welt, Nurse Education Today, Pediatric Nursing Journal, Pflege, Pflegepädagogik, Pflegezeitschrift.

## Veröffentlichungen (Auswahl)
- Jutta Beier (u. a.): Männerperspektiven zu Brustkrebs. Bremen, UNI-MED-Verlag 2009.
- Jutta Beier, Fichtner, K-H (Hrsg.) (1998): Jahrbuch der Pflege- und Gesundheitsfachberufe 1996/97. Berlin: Lau-Ausbildungssysteme.
- Jutta Beier, Bodin, M/Bazak, W/Fichtner, K-H/Schwarze, H (Hrsg.) (1995): Jahrbuch der Pflege- und Gesundheitsfachberufe 1995/96. LAU-Ausbildungssysteme Reinbek: Verlag für Medizin und Technik
- Berlin J (1980): Zur Überzeugungsbildung bei Lehrlingen und Facharbeitern im volkseigenen Betrieb. Zentralinstitut für Berufsbildung der DDSammelwerken und Fachzeitschriften, u. a. in R. 2. Auflage (1. Auflage 1977). Berlin: Volk und Wissen, Volkseigener Verlag.